# Institut national de prévention et d'éducation pour la santé
L’Institut national de prévention et d'éducation pour la santé (INPES) est un établissement public administratif (EPA) français placé sous la tutelle du ministère chargé de la Santé.
Créé par la loi du 4 mars 2002 relative aux droits des malades et à la qualité du système de santé, il s'est constitué à partir de la transformation du Comité français d'éducation pour la santé (CFES), auquel il se substitue.
En 2016, l'INPES est dissoute ; l’Agence nationale de santé publique (aussi connue sous le nom de Santé publique France) reprend ses missions.

## Missions
L'institut, qui fait partie des organismes de santé implantés à la Plaine Saint-Denis, à Saint-Denis (Seine-Saint-Denis), compte 140 personnes, et est chargé de mettre en œuvre les moyens de prévention et d'éducation décidés par le gouvernement français dans le cadre de sa politique de santé publique.
Sous la tutelle du ministère de la Santé, l’INPES a pour missions :
- de mettre en œuvre, pour le compte de l’État et de ses établissements publics, les programmes de santé publique ;
- d’exercer une fonction d’expertise et de conseil en matière de prévention et de promotion de la santé ;
- d’assurer le développement de l’éducation pour la santé sur l’ensemble du territoire ;
- de participer, à la demande du ministre chargé de la santé, à la gestion des situations urgentes ou exceptionnelles ayant des conséquences sanitaires collectives, notamment en participant à la diffusion de messages sanitaires en situation d’urgence ;
- d’établir les programmes de formation à l’éducation à la santé.

Depuis la loi du 9 août 2004 relative à la politique de santé publique, l'INPES peut également intervenir dans la gestion de situations d'urgences sanitaires et participer à la formation à l’éducation pour la santé.
La loi relative à la santé publique du 9 août 2004 prévoit cinq plans nationaux dont l'INPES est responsable :
- lutte contre le cancer ;
- lutte pour limiter l’impact sur la santé de la violence, des comportements à risque et des conduites addictives ;
- lutte pour limiter l’impact sur la santé des facteurs d’environnement ;
- amélioration de la qualité de vie des personnes atteintes de maladies chroniques ;
- prise en charge des maladies rares.

Son budget de fonctionnement, d’environ 100 millions d’euros par an, provient principalement de l’État et de l’Assurance maladie.

## Édition
L'INPES édite la revue La Santé de l'homme ainsi que la lettre électronique Équilibres.

### Baromètre Santé
Le baromètre Santé mis en place depuis 1992, est le résultat d'enquêtes sur les comportements, attitudes, connaissances et opinions des Français en matière de santé.

### Séminaires
- Évaluer l'éducation pour la santé (2002)
- La mesure des évolutions dans les enquêtes de santé (2004)
- Former à l'éducation du patient : quelles compétences ? (2008)
- Modèles et pratiques en éducation du patient : apports internationaux (2010)

### Autres livres
- L'évolution du langage chez l'enfant : de la difficulté au trouble (2004)
- Adolescence et santé (2004)
- Guide Comede[103]. Migrants/étrangers en situation précaire. Prise en charge médico-psycho-sociale (2004)
- La surdité de l'enfant (2005)
- Éducation à la santé en milieu scolaire. Choisir, élaborer et développer un projet (2005)
- Prévention des chutes chez les personnes âgées à domicile (2005)
- Outils d'intervention en éducation pour la santé : critères de qualité (2005)
- Guide Comede (2e édition augmentée). Migrants/étrangers en situation précaire. Prise en charge médico-psycho-sociale (2007)
- Les populations africaines d'Île-de-France face au VIH/sida (2007)
- Comportements à risque et santé : agir en milieu scolaire (2008)
- La santé des élèves de 11  à   15 ans en France / 2006 (Données françaises de l'enquête internationale Health Behaviour in School-aged Children[104]) (2008)
- Atlas régional des consommations d'alcool 2005 (Données INPES / OFDT) (2008)
- Enquête Nicolle 2006, Connaissances, attitudes et comportements face aux risques infectieux (2008)
- Quand la malvoyance s'installe. Guide pratique à l'usage des adultes et de leur entourage (2008)
- Formation en éducation pour la santé : repères méthodologiques et pratiques (2008)
- Agences régionales de santé. Les inégalités sociales de santé (2009)
- Agences régionales de santé. Promotion, prévention et programmes de santé (2009)
- Agences régionales de santé. Financer, professionnaliser et coordonner la prévention (2009)
- Les minorités sexuelles face au risque suicidaire. Acquis des sciences sociales et perspectives (2010)
- Éducation thérapeutique du patient (2010)
- Soins éducatifs et préventifs (2012)

## Mallettes pédagogiques
- Léa et le feu (2004)
- Fourchettes & baskets : outil d’intervention en collège sur l'alimentation et l'activité physique (2006)
- Le dépistage organisé des cancers (2006)
- Entre Nous (2009) : outil pour favoriser la relation médecins - adolescents
- Grossesse et accueil de l’enfant (2010) : outil d’intervention en éducation pour la santé des femmes enceintes